# Cistrières

Cistrières este o comună în departamentul Haute-Loire, Franța. În 2009 avea o populație de 138 de locuitori.